# Zipowie
Zipowie (Zip) – określenie młodych sycylijskich (dwudziesto- i trzydziestoparoletnich) gangsterów, których bossowie Narodowego Syndykatu, głównie szefowie Pięciu Rodzin, m.in. Carlo Gambino i Carmine Galante, sprowadzali z Sycylii do Stanów Zjednoczonych na przełomie lat 70. i 80. do wykonywania typowych gangsterskich (mafijnych) zadań.
Określenie "Zip" pochodzić ma od makaronu ziti, do którego wielu Sycylijczyków miało i ma słabość (ulubione ich danie) lub od określenia (zip guns), które oznaczało ich zamiłowanie do domowego sposobu wykonywania broni palnej (jej przeróbki).

## Geneza
Od czasu, gdy mafia sycylijska nawiązała ścisłą współpracę z szerokorozumianą mafią amerykańską przy przemycie heroiny do Stanów Zjednoczonych (zob. Palermo Connection), wielu Sycylijczyków zaangażowanych było w ten proceder i stanowiło ważne ogniwo w tym międzynarodowym handlu. Pozwoliło im to, przy okazji, zdobyć wielomilionowe fortuny. Bossowie amerykańskich rodzin mafijnych nie musieli osobiście angażować się w handel narkotykami, w tym wyręczali ich Zipowie (wielu z nich nigdy wcześniej nie było notowanych przez amerykańskie władze).
Wraz ze wzrostem popytu w USA na heroinę coraz więcej Zipów sprowadzano z Sycylii. Mimo to nie cieszyli się oni zbyt dużym zaufaniem wśród amerykańskich bossów, sam Carlo Gambino przed swoją śmiercią zrezygnował z ich usług, gdyż nabrał do nich podejrzeń (chodziło o ich lojalność). Inny gangster, Carmine Galante, z kolei otoczył się nimi i chętnie korzystał z ich pomocy (m.in. Cesare Bonventre i Baldo Amato) oraz angażował przy handlu narkotykami (heroina i kokaina). Dla niego wykonywali wyroki śmierci na konkurentach. Niewykluczone, że jego bezwzględność i pazerność na władzę oraz bliskość z Zipami doprowadziła do jego śmierci. Został zastrzelony 12 lipca 1979 r.

## Proces Pizza Connection
Ruch w narkotykowym biznesie (pod koniec lat siedemdziesiątych wartość sprzedanej heroiny w Stanach Zjednoczonych w ciągu jednego roku oscylowała w granicach dziesięciu miliardów dolarów) spowodował wzrost zainteresowania amerykańskich organów ścigania (DEA, FBI). Efektem końcowym tych działań był słynny Proces Pizza Connection. Skala heroinowego biznesu, rola amerykańskich rodzin mafijnych i współpracującymi z nimi Zipami w tym nielegalnym interesie został ujawniona dzięki tajniakom m.in. Joseph Pistone alias Donnie Brasco.
Zipowie, który zarabiali krocie na handlu narkotykami poczuli się na tyle silni, że nie przejmowali się rozkazami płynącymi od bossów Pięciu Rodzin. Dawali im do zrozumienia, że odpowiadają tylko przed bossami na Sycylii. Następca Carlo Gambino Paul Castellano z biegiem czasu zauważył, że Zipowie nie mają zamiaru dzielić się zyskami z handlu narkotykami. A tym samym mogą zagrozić jego pozycji w mafii. Problem z niepokornymi Zipami postanowiono rozwiązać z mafijnym stylu. Ci najbardziej niereformowalni ginęli z zamachach (m.in. Frank DeCicco, Cesare Bonventre i Salvatore "Sasa" Catalano; Catalano został najprawdopodobniej zastrzelony przez Bonventre). Inni zaś zostali skazani na długoletnie więzienia w Procesie Pizza Connection.